# Blackstalund
Blackstalund – miejscowość (tätort) w Szwecji, w regionie administracyjnym (län) Uppsala, w gminie Uppsala.
Według danych Szwedzkiego Urzędu Statystycznego liczba ludności wyniosła: 203 (31 grudnia 2015), 260 (31 grudnia 2018) i 262 (31 grudnia 2019).